# Zollino
Zollino – miejscowość i gmina we Włoszech, w regionie Apulia, w prowincji Lecce.
Według danych na rok 2004 gminę zamieszkiwały 2194 osoby, 243,8 os./km².
W miejscowości znajduje się stacja kolejowa Zollino.